# 格納登湖
47°42′30″N 9°3′30″E / 47.70833°N 9.05833°E

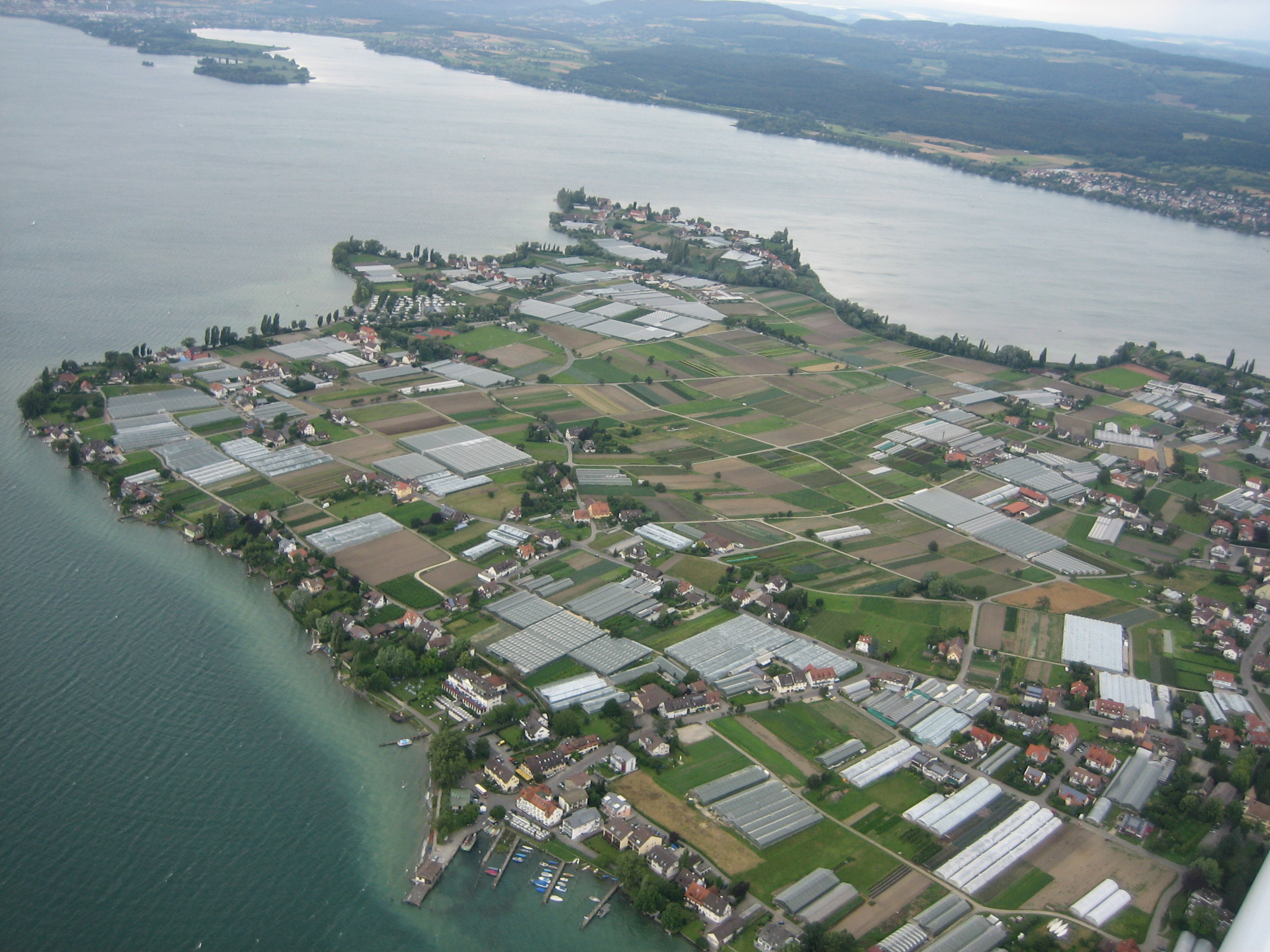

格納登湖（德語：Gnadensee），是德國的湖泊，位於該國西南部，由巴登-符騰堡州負責管轄，屬於博登湖的西部，長11.1公里、寬1.9公里，面積13平方公里，最大水深19米。